# Vaccinium stamineum

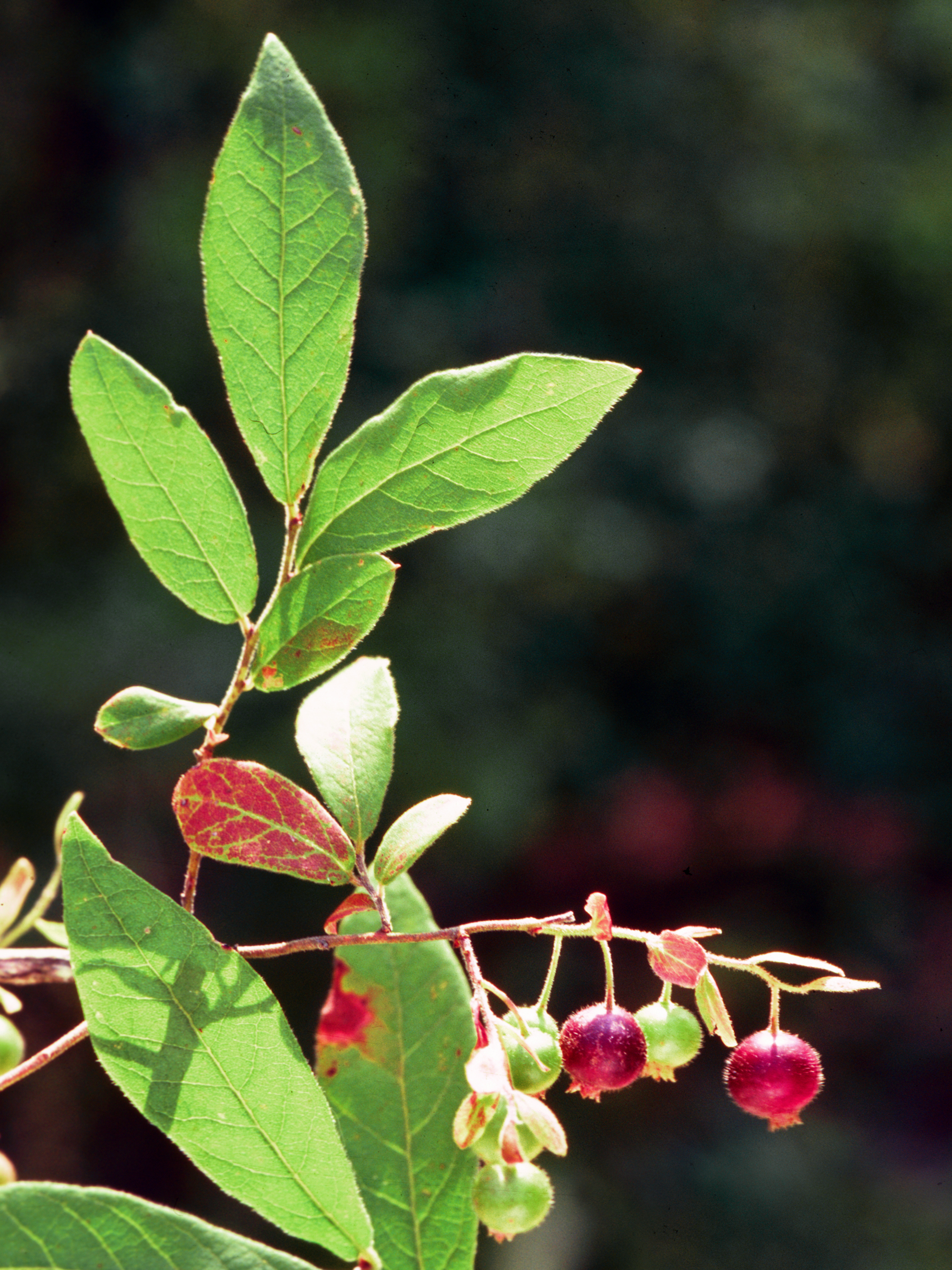
Quả của V. stamineum

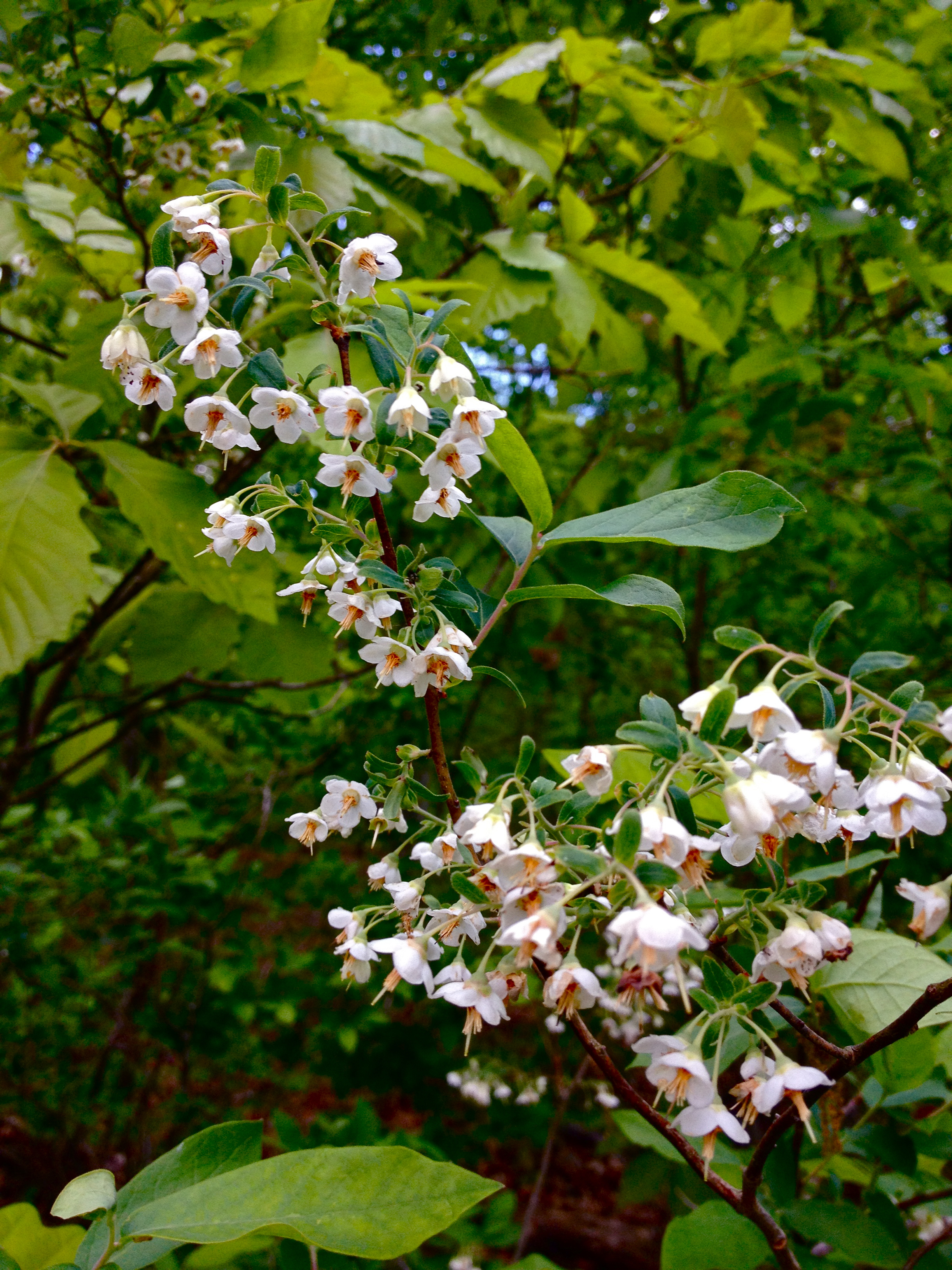
Những cụm hoa V. stamineum

Vaccinium stamineum, còn được biết đến qua nhiều cái tên như việt quất bụi cao, việt quất phương nam, deerberry, là một loài thực vật có hoa thuộc chi Việt quất. Đây là loài bản địa của Bắc Mỹ, bao gồm Ontario, miền đông và trung Hoa Kỳ, và một phần của Mexico; phổ biến nhất là ở đông nam Hoa Kỳ.

## Mô tả
V. stamineum là một loại cây bụi rụng lá, cao khoảng 1,5 m, đôi khi lên đến 3 m, các thân cây có lớp vỏ màu đỏ và phân nhiều nhánh mỏng, đường kính chỉ vài mm. Lá được xếp xen kẽ, phiến lá mỏng, màu xanh hơi vàng, có lông hoặc sáp trên bề mặt (nhất là ở mặt dưới), hình bầu dục thuôn dài trông như các mũi giáo, không có răng cưa. Lá dài tới 7 cm và rộng gần 2 cm. Hoa mọc thành từng cụm, treo trên các cuống dài. Hoa lưỡng tính, có hình chuông với 5 cánh màu trắng, dài khoảng 5 mm, có 5 lá đài màu xanh lá, nhị hoa dài màu vàng nhô ra ngoài, nhụy dài hơn nhị, nở vào tháng 5 - 6. Quả mọng hình cầu, đường kính khoảng 1 cm, có màu vàng xanh khi còn non và tím sậm khi chín, có mùi "nước hoa của phụ nữ".
Cây con phát triển từ bộ rễ của cây mẹ, hình thành một bụi cây với nhiều thân. Nó cũng nảy mầm từ hạt giống. V. stamineum có thể mọc trên đất ẩm hoặc đất khô, thoát nước tốt, nhưng phải nhiều axit; cây phát triển mạnh mẽ trong vùng có nhiều nắng mặt trời hơn là trong bóng râm. V. stamineum thường sinh trưởng trong những trảng cỏ khô ráo, thoáng đãng hoặc ở những vùng ẩm ướt như đầm lầy.

## Sử dụng
Quả mọng của V. stamineum là nguồn thực phẩm quan trọng cho nhiều loại động vật hoang dã, kể cả con người, mặc dù vị hơi chua và đắng, thường để làm bánh mứt. Loài ong Melitta americana là loài thụ phấn chính cho V. stamineum, trong khi ruồi Rhagoletis mendax lại là loài gây hại cho cây này.